# ویراسانا
ویراسانا (سانسکریت: वीरासन ; IAST: vīrāsana) یا وضعیت قهرمان یک آسانای زانو زده در یوگای مدرن به عنوان ورزش است. 

## ریشه‌شناسی

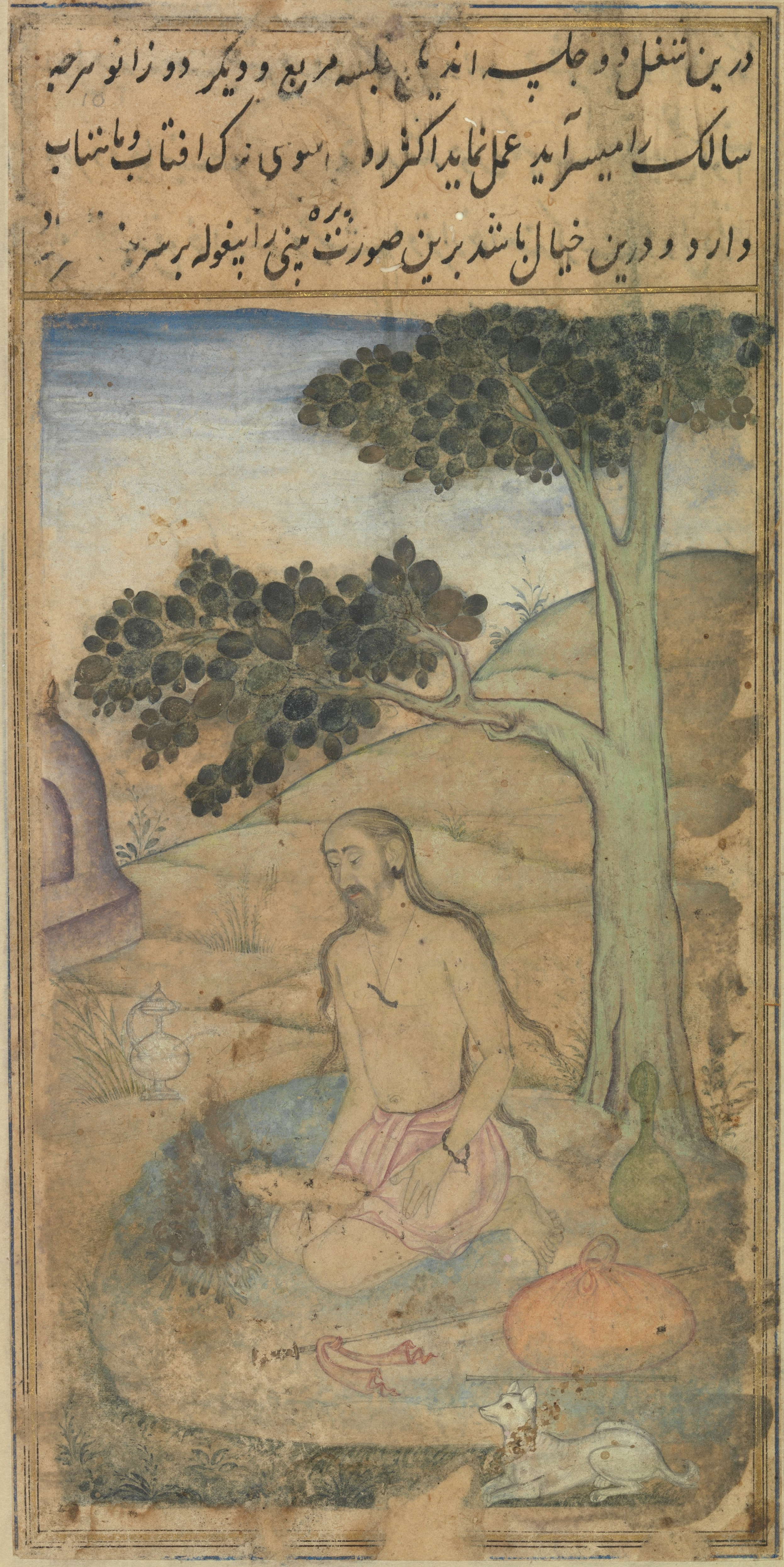
ویراسانا در تصویر مغول بر رساله بحرالحیات، ج. ۱۶۰۰–۱۶۰۵. کتابخانه چستر بیتی

این نام از کلمات سانسکریت वीर vira به معنای وضعیت قهرمان است.
نام کامل این وضعیت ماهاویراسانا و مخفف آن ویراسانا است. ماها به معنی بزرگ، ویر به معنای دلاور یا نشان دادن توانایی و قدرت قهرمانی است.

## شرح
قرار دادن یک پا در کنار ران مخالف و پای دیگر در زیر همان ران است. این حالت یکی از معدود مواردی است که ممکن است بلافاصله بعد از خوردن غذا انجام شود.  در صورت وجود هرگونه آسیب زانو باید از انجام دادن این حرکت اجتناب شود. 